# Protipovodňová ochrana
Protipovodňová ochrana nebo též protipovodňová opatření slouží k úplné eliminaci povodní nebo alespoň k minimalizaci povodňových škod. Obecně lze uvést, že jejich smyslem je vodu za vysokých vodních stavů akumulovat (nechat rozlít) mimo lidská sídla (tzn. ve vodních nádržích, nezastavěných údolních nivách atd.), a naopak v oblasti zástavby vodu z území co nejrychleji odvést.
Přestože je velmi vhodné využívat retenčního potenciálu nezastavěných přirozených niv, je nutné provádět i tzv. technická protipovodňová opatření. Mezi ně lze zařadit např. stavbu vodních nádrží, protipovodňových hrází, suchých a polosuchých polderů. V oblasti zástavby je též nezbytné regulovat, zpevnit a pravidelně čistit koryto toku.